# Resistance (2020)
Resistance is een biografische dramafilm uit 2020, geschreven en geregisseerd door Jonathan Jakubowicz. De film is geïnspireerd door het leven van Marcel Marceau, met in de hoofdrol Jesse Eisenberg als Marceau.

## Verhaal
De jonge Marcel is de zoon van de joodse slager Charles Mangel. Hij verzet zich tegen de wens van zijn vader om het familiebedrijf over te nemen. Hij besteedt zijn vrije tijd aan het schilderen en het imiteren van Charlie Chaplin. Als zijn neef Georges hem overhaalt om voor een groep joodse weeskinderen te zorgen die uit Duitsland zijn gered, wordt zijn pantomimevoorstelling goed ontvangen door de getraumatiseerde kinderen. Dan wordt Frankrijk bezet door de Duitsers. Marcels oudere broer Alain is actief in het Franse verzet tijdens de Tweede Wereldoorlog. Marcel sluit zich later ook aan bij het verzet.

## Rolverdeling
| Acteur                | Personage       |
| --------------------- | --------------- |
| Jesse Eisenberg       | Marcel Marceau  |
| Clémence Poésy        | Emma            |
| Matthias Schweighöfer | Klaus Barbie    |
| Vica Kerekes          | Mila            |
| Ed Harris             | George Patton   |
| Bella Ramsey          | Elsbeth         |
| Édgar Ramírez         | Sigmund         |
| Klára Issová          | Judith          |
| Félix Moati           | Alain Mangel    |
| Géza Röhrig           | Georges Loinger |
| Martha Issová         | Flora           |
| Karl Markovics        | Charles Mangel  |

## Productie
In mei 2017 werd aangekondigd dat Jesse Eisenberg de rol Marcel Marceau zou spelen. In oktober 2018 werden Ed Harris, Clémence Poésy en Édgar Ramírez aangekondigd voor een rol in de film.
De opnames begonnen in september 2018 en vonden voornamelijk plaats in Praag, Liberec en de Bavaria Studios in München.

## Release
De film ging in première op 8 maart 2020 op het Filmfestival van Miami. De film zou op 27 maart 2020 in de Amerikaanse bioscoop worden uitgebracht, maar vanwege de COVID-19-pandemie heeft IFC de film in plaats daarvan op video on demand uitgebracht.

## Ontvangst
Op Rotten Tomatoes heeft Resistance een waarde van 57% en een gemiddelde score van 5,70/10, gebaseerd op 97 recensies. Op Metacritic heeft de film een gemiddelde score van 53/100, gebaseerd op 19 recensies.